# 扬武镇
扬武镇，是中华人民共和国云南省玉溪市新平彝族傣族自治县下辖的一个镇。

## 行政区划
扬武镇下辖以下地区：
扬武社区、大开门社区居民委会、丕且莫村、写莫村、赵米克村、丁苴村、尼蚱村、老白甸村、顺水村和马鹿寨村。
2019年8月8日，将老八寨村划归金泉街道管辖。行政区划调整后，扬武镇辖朱砂社区、长青社区、红岩社区、羊望村、瓦厂村、密告村、羊排村、干河村、红星村、老冬寨村、争光村、乌雄村、排莫村、宰沙村、羊送村、排中村、联盟村、排倒村、龙塘村、番瓮村、五一村、干改村、羊浪村。